# Sida chapadensis
Sida chapadensis är en malvaväxtart som beskrevs av Karl Moritz Schumann. Sida chapadensis ingår i släktet sammetsmalvor, och familjen malvaväxter. Inga underarter finns listade i Catalogue of Life.